# Xornal de Galicia
O Xornal de Galicia foi um jornal de comunicação geral e de âmbito galego, fundado em 9 de dezembro de 2008, cuja edição digital, xornal.com, permaneceu nove anos activa na Internet.  A edição em papel deixou de ser publicada em 4 de agosto de 2011 e o sítio electrónico fechou no dia 19 de outubro do mesmo ano. O jornal era publicado nos idiomas galego e espanhol.

## Características
O director e impulsionador do jornal, era o jornalista de Brión, Xosé Luís Gómez e a primeira sub-direcção era ocupada por María Martínez Val. A sede principal situava-se na Corunha e originalmente a redacção também era feita em Vigo e em Santiago de Compostela. Entre os membros da redacção original, encontraram-se Alberto Ramos, Iago Martínez e assinaturas como as de Carme Adán, Rafael Cuíña e Xesús Palmou.
A accionista principal do jornal foi a Udramedios, uma filial de comunicação do grupo de construção Grupo San José. Com o lançamento, foi absorvido o meio electrónico Xornal.com.
O presidente do conselho de administração da empresa foi Domingos Docampo, ex-reitor da Universidade de Vigo. O director executivo da empresa e gerente do jornal foi Miguel Barros.
Em março de 2011 o director Xosé Luís Gómez foi destituído dois dias depois da publicação duma fotografia de Mariano Rajoy, líder do Partido Popular, a bordo de um barco vinculado ao narcotráfico. A nova directora passou a ser María Martínez Val. A edição em papel deixou de ser publicada em 4 de agosto de 2011, sob a presidência do Conselho de Administração, Alfonso Paz-Andrade, continuando apenas digitalmente. Em 19 de outubro de 2011 a edição digital também foi encerrada, terminando completamente com a existência do jornal. 